# Postcoderoosregeling
De postcoderoosregeling, oftewel de Regeling Verlaagd Tarief, is een Nederlandse stimuleringsregeling voor (leden van) een coöperatie of vereniging van eigenaars (VvE), die met elkaar met een gemeenschappelijke installatie duurzame energie opwekken. De regeling is gericht op huishoudens of organisaties met een kleinverbruiksaansluiting elektriciteit (aansluitcapaciteit t/m 3x80 ampère) die zelf geen of onvoldoende duurzame energie kunnen of willen opwekken bij hun eigen woning of locatie. 
De term komt voort uit het in 2013 gesloten Energieakkoord voor duurzame groei tussen de sociale partners. Hoewel de regeling bedoeld is voor diverse methodes van energieopwekking, wordt hij voornamelijk gebruikt voor zonne-energie. De postcoderoosregeling loopt eind 2020 af en wordt in 2021 opgevolgd door de postcoderoossubsidieregeling. Hierbij is geen sprake meer van een belastingkorting die direct aan de leden wordt terugbetaald, maar van een subsidie die wordt uitgekeerd aan de coöperatie/VvE. Dit is een grote administratieve vereenvoudiging.  
Het is bedoeld voor particulieren die in groepsverband energie willen produceren, bijvoorbeeld omdat ze niet de mogelijkheid hebben om zelf zonnepanelen te (laten) installeren. Deze particulieren dienen dan een coöperatie op te richten en wel binnen een "postcoderoosgebied". Dat wil zeggen hun eigen postcode en de daaraan grenzende postcodes (het gaat hierbij om alleen de vier cijfers). Ook de leden van een vereniging van eigenaars komen in aanmerking voor de regeling. De deelnemers zijn voor wat betreft de opbrengst vrijgesteld van de energieheffing en btw, tot maximaal 10.000 kWh per deelnemer of het eigen elektriciteitsverbruik.

## Belastingkorting
Deelnemers krijgen, gedurende een periode van 15 jaar, per door hen opgewekte kWh stroom een korting op de energiebelasting van 9,77 cent (11,82 incl. btw voor 2020). De productie-installatie moet echter geëxploiteerd worden middels een coöperatie of een vereniging van eigenaars (vve). Deelnemers aan deze constructie moeten woonachtig zijn in hetzelfde viercijferige postcodegebied als de locatie van de productie-installatie, óf in een van de viercijferige postcodegebieden die hier omheen liggen, vandaar de naam postcoderoos.
Oktober 2019 waren circa 400 projecten gerealiseerd op basis van deze regeling. 

## Weerstand
Vanuit de duurzame-energiebranche is er veel weerstand tegen de constructie; de kritiek spitst zich toe op drie gebieden:
- De regeling zou financieel niet ver genoeg gaan om te leiden tot voldoende stimulans bij particulieren om in dit soort initiatieven te investeren. Zowel de hoogte van de vergoeding, als de termijn van 15 jaar, leiden tot onvoldoende financiële opbrengst voor deelnemers.
- De zogenoemde postcoderoos wordt als te arbitrair en benauwend ervaren door lokale burgerinitiatieven. Met name in coöperatief verband met wind opgewekte stroom past in veel gevallen niet binnen een postcoderoos. Vooral vanwege de grote capaciteit en schaal van windturbines zullen niet voldoende deelnemers te vinden zijn die binnen een postcoderoos wonen.
- De vrijblijvendheid voor energieleveranciers om al dan niet uitvoering te geven aan de regeling, maakt het de facto bijna onmogelijk projecten te realiseren conform de postcoderoosregeling. De energieleveranciers zullen namelijk forse investeringen moeten plegen om hun administratieve systemen aan te passen, terwijl het voor hen tegelijkertijd leidt tot lagere omzet.

In 2015 heeft de borgingscommissie onder leiding van Ed Nijpels de regeling tegen het licht gehouden en verbeteringen voorgesteld.

## Aanpassingen 2016
In 2016 is de regeling op enkele punten aangepast. Zo mag de productieinstallatie zich voortaan ook aan de rand van een postcoderoos bevinden, waardoor de roos een "postcoderups" wordt. Verder is de periode van zekerheid van 10 naar 15 jaar uitgebreid. Ook kwam er volledige vrijstelling op de energiebelasting en mogen ondernemers — onder voorwaarden — deelnemen.

## Kwink evaluatie 2017
In opdracht van het Ministerie van Economische Zaken en Klimaat werd in het najaar van 2017 de regeling verlaagd tarief geëvalueerd. Het evaluatierapport gemaakt door de Kwink groep werd op 15 juni 2018 naar de Tweede Kamer gestuurd. Door Kwink gesignaleerde knelpunten van de postcoderoosregeling zijn:
- Ontbreken van prikkels voor dakeigenaren om hun dak ter beschikking te stellen.
- Voor deelnemers is niet duidelijk wat er gebeurt met hun aandeel wanneer zij naar buiten het postcodegebied verhuizen.[8]

De langetermijn-aanbevelingen uit dit rapport zijn:
- Vergoedingssystematiek die eenvoudiger is voor coöperaties,
- Minder onzekerheid in vergoedingssystematiek (dan afhankelijk zijn van energiebelasting),
- Overstimulering voorkomen echter wel rekening houdend met opstartkosten van een coöperatie.[9]

Deze evaluatie was onder meer aanleiding voor de komst van de nieuwe postcoderoossubsidieregeling in 2021.

## Deelnemende energieleveranciers
De meeste energieleveranciers ondersteunen de teruggave van energiebelasting aan hun klanten die deelnemen aan een postcoderoosproject, maar er zijn ook uitzonderingen. Met de komst van de nieuwe postcoderoossubsidieregeling in 2021 wordt de subsidie via de coöperatie/VvE uitgekeerd en is het niet meer relevant bij welke energieleverancier een deelnemer de elektriciteit afneemt.